# Aneurinae
Aneurinae es una subfamilia de insectos de la familia Aradidae en Hemiptera. Por lo menos existe un género denominado  Aneurus, en Aneurinae.